# The Royals (Musikproduzent)
The Royals (* 6. März 1989 in Berlin; bürgerlich Mohamad „Hamudi“ Hoteit) ist ein deutscher Musikproduzent und Songwriter aus Berlin, der sich auf Hip-Hop und Dancehall spezialisiert hat. Den Schallplattenauszeichnungen zufolge hat er mehr als 4,2 Millionen Tonträger verkauft.

## Leben und Karriere
Hamudi wurde als vierter Sohn libanesischer Eltern, die aufgrund des Bürgerkriegs Mitte der 1980er Jahre nach Deutschland flüchteten, in Berlin geboren. Er wuchs in Berlin-Schöneberg auf und kam bereits früh mit Musik in Kontakt. Im Alter von fünf Jahren begann er, auf dem Klavier zu spielen, und mit 14 Jahren produzierte er schon seine ersten Beats noch im Kinderzimmer. Seine Leidenschaft entwickelte sich schnell in Richtung des deutschen Hip-Hops und nahm professionelle Ausmaße an.
2007 gründete Hamudi zusammen mit seinen zwei Brüdern und einem Cousin The Royals als Produzententeam. Kurz darauf wurde der deutsche Rapper Prinz Pi auf sie aufmerksam, worauf The Royals die erste professionelle Produktion mit ihm eingingen. Das Team bekam noch im selben Jahr einen Autorenexklusivvertrag bei BMG Rights Management und produzierte das Album von Prinz Pi Zeitlos (2007). Zwei der Produzenten trennten sich schließlich im Guten von The Royals, Hamudi blieb als alleiniger Produzent. Er erhält weiterhin von seinem Bruder Wassif (bürgerlich Wassif Hoteit, * 18. Mai 1986 in Berlin), der als Manager fungiert, Unterstützung.
2010 lernte Hamudi den Hip-Hop-Musiker RAF Camora kennen. Es folgte eine Zusammenarbeit für das Album Therapie nach dem Album, wodurch zwischen RAF Camora und Hamudi eine enge Freundschaft entstand. Hamudi ging eine weitere Kooperation mit ihm ein und arbeitete neben der Tätigkeit als Produzent auch für RAF Camoras Label Indipendenza im Bereich des Label-Managements.
2014 unterzeichnete Hamudi einen neuen Autorenexklusivvertrag beim Verlag Edition Indipendeza Berlin/BMG Rights Management von RAF Camora und Ronny Boldt. Dort ist er bis heute als The Royals unter Vertrag genommen.
Hamudi arbeitete inzwischen mit national bekannten Interpreten wie RAF Camora, Bonez MC, der 187 Strassenbande, Gzuz, Maxwell, Prinz Pi, Kontra K, Azet, Zuna, der KMN Gang, Massiv, Joshi Mizu, Chakuza, Sierra Kidd, K.I.Z und vielen mehr zusammen.
Viele dieser Produktionen erreichten die deutschen Singlecharts und wurden mehrfach mit Gold- und Platin-Schallplatten ausgezeichnet.

## Chartplatzierungen als Autor und Produzent (Auswahl)
Die folgende Tabelle beinhaltet eine Aufstellung aller Autorenbeteiligungen und Produktionen von The Royals, die sich in den Singlecharts in Deutschland, Österreich, oder der Schweiz platzieren konnten, oder in den aufgeführten Ländern Schallplattenauszeichnungen erhielten. Autorenbeteiligungen sind mit einem A und Produktionen mit einem P gekennzeichnet.

| Jahr | Titel Interpretation                                             | Höchstplatzierung, Gesamtwochen, AuszeichnungChartplatzierungen (Jahr, Titel, Interpretation, Platzierungen, Wochen, Auszeichnungen, Anmerkungen) | Höchstplatzierung, Gesamtwochen, AuszeichnungChartplatzierungen (Jahr, Titel, Interpretation, Platzierungen, Wochen, Auszeichnungen, Anmerkungen) | Höchstplatzierung, Gesamtwochen, AuszeichnungChartplatzierungen (Jahr, Titel, Interpretation, Platzierungen, Wochen, Auszeichnungen, Anmerkungen) | Anmerkungen                                                  |
| Jahr | Titel Interpretation                                             | DE | AT | CH | Anmerkungen                                                  |
| --- | ---------------------------------------------------------------- | --- | --- | --- | ------------------------------------------------------------ |
| 2016 | An ihnen vorbei A, P Bonez MC & RAF Camora                       | DE8 Platin · (18 Wo.)DE | AT48 (2 Wo.)AT | CH34 (4 Wo.)CH | Erstveröffentlichung: 12. Dezember 2016 Verkäufe: + 400.000  |
| 2017 | Bye, Bye A, P RAF Camora                                         | DE52 (6 Wo.)DE | AT53 (2 Wo.)AT | — | Erstveröffentlichung: 4. August 2017                         |
| 2019 | Fragen A, P Azet & Zuna                                          | DE4 Gold · (9 Wo.)DE | AT9 (6 Wo.)AT | CH10 (4 Wo.)CH | Erstveröffentlichung: 22. Februar 2019 Verkäufe: + 200.000   |
| 2019 | Blei A, P Kontra K feat. Veysel                                  | DE6 Gold · (13 Wo.)DE | AT10 (10 Wo.)AT | CH28 (4 Wo.)CH | Erstveröffentlichung: 12. April 2019 Verkäufe: + 200.000     |
| 2019 | Perdono A, P LX & Maxwell feat. Gzuz & Gallo Nero                | DE6 (4 Wo.)DE | AT8 (3 Wo.)AT | CH14 (2 Wo.)CH | Erstveröffentlichung: 10. Mai 2019                           |
| 2019 | Hermès A, P Gallo Nero feat. RAF Camora                          | DE37 (2 Wo.)DE | AT12 (2 Wo.)AT | CH51 (1 Wo.)CH | Erstveröffentlichung: 24. Mai 2019                           |
| 2019 | Vendetta A, P RAF Camora                                         | DE5 (9 Wo.)DE | AT1 Gold · (11 Wo.)AT | CH7 (5 Wo.)CH | Erstveröffentlichung: 30. August 2019 Verkäufe: + 15.000     |
| 2019 | Adriana A, P RAF Camora                                          | DE7 Gold · (15 Wo.)DE | AT3 Gold · (13 Wo.)AT | CH5 (9 Wo.)CH | Erstveröffentlichung: 20. September 2019 Verkäufe: + 215.000 |
| 2019 | Puta Madre A, P RAF Camora feat. Ghetto Phénomène                | DE5 Gold · (16 Wo.)DE | AT2 Platin · (21 Wo.)AT | CH4 (10 Wo.)CH | Erstveröffentlichung: 11. Oktober 2019 Verkäufe: + 230.000   |
| 2019 | Sag ihnen 2 A, P RAF Camora                                      | DE33 (2 Wo.)DE | AT74 (1 Wo.)AT | — | Erstveröffentlichung: 31. Oktober 2019                       |
| 2020 | Maschine A, P The Cratez & RAF Camora                            | DE9 (6 Wo.)DE | AT1 (10 Wo.)AT | CH14 (3 Wo.)CH | Erstveröffentlichung: 3. Januar 2020                         |
| 2020 | Tilidin weg A, P Bonez MC                                        | DE3 Gold · (10 Wo.)DE | AT2 Gold · (7 Wo.)AT | CH5 (6 Wo.)CH | Erstveröffentlichung: 31. Juli 2020 Verkäufe: + 215.000      |
| 2020 | Sirenen A, P Kontra K feat. AK Ausserkontrolle                   | DE5 (6 Wo.)DE | AT17 (3 Wo.)AT | CH48 (1 Wo.)CH | Erstveröffentlichung: 28. August 2020                        |
| 2020 | Fuckst mich nur ab A, P Bonez MC                                 | DE1 Gold · (11 Wo.)DE | AT2 Gold · (10 Wo.)AT | CH4 (8 Wo.)CH | Erstveröffentlichung: 4. September 2020 Verkäufe: + 215.000  |
| 2020 | Niemals unter 1000 A, P Bonez MC feat. LX                        | DE4 (8 Wo.)DE | AT6 (6 Wo.)AT | CH11 (5 Wo.)CH | Erstveröffentlichung: 25. September 2020                     |
| 2020 | Kollektiv A, P LX feat. Gzuz                                     | DE5 (4 Wo.)DE | AT9 (2 Wo.)AT | CH23 (2 Wo.)CH | Erstveröffentlichung: 6. November 2020                       |
| 2021 | Keiner kann mich ficken! A, P Gzuz                               | DE3 (4 Wo.)DE | AT12 (2 Wo.)AT | CH20 (2 Wo.)CH | Erstveröffentlichung: 26. Februar 2021                       |
| 2021 | Verpennt A, P Bonez MC, LX & Sa4                                 | DE8 (5 Wo.)DE | AT7 (4 Wo.)AT | CH12 (3 Wo.)CH | Erstveröffentlichung: 26. März 2021                          |
| 2021 | Blaues Licht A, P RAF Camora feat. Bonez MC                      | DE1 Platin · (60 Wo.)DE | AT1 ×2Doppelplatin · (99 Wo.)AT | CH2 (30 Wo.)CH | Erstveröffentlichung: 23. Juli 2021 Verkäufe: + 460.000      |
| 2021 | Wenn du mich siehst A, P RAF Camora feat. Juju                   | DE2 Gold · (14 Wo.)DE | AT3 Gold · (7 Wo.)AT | CH6 (7 Wo.)CH | Erstveröffentlichung: 20. August 2021 Verkäufe: + 215.000    |
| 2021 | 2CB A, P RAF Camora feat. Luciano                                | DE1 Gold · (17 Wo.)DE | AT1 Platin · (37 Wo.)AT | CH2 (11 Wo.)CH | Erstveröffentlichung: 10. September 2021 Verkäufe: + 230.000 |
| 2021 | Guapa A, P RAF Camora                                            | DE8 (7 Wo.)DE | AT1 Gold · (6 Wo.)AT | CH11 (5 Wo.)CH | Erstveröffentlichung: 8. Oktober 2021 Verkäufe: + 15.000     |
| 2021 | Späti A, P Gzuz                                                  | DE4 Gold · (30 Wo.)DE | AT10 (25 Wo.)AT | CH15 (11 Wo.)CH | Erstveröffentlichung: 15. Oktober 2021 Verkäufe: + 200.000   |
| 2022 | Mein Planet A, P RAF Camora                                      | DE10 (2 Wo.)DE | AT7 (2 Wo.)AT | CH24 (1 Wo.)CH | Erstveröffentlichung: 22. April 2022                         |
| 2022 | Druff! A, P Maxwell                                              | DE50 (1 Wo.)DE | — | — | Erstveröffentlichung: 22. April 2022                         |
| 2022 | Obsessed A, P Dardan feat. RAF Camora                            | DE8 (6 Wo.)DE | AT5 (6 Wo.)AT | CH9 Gold · (3 Wo.)CH | Erstveröffentlichung: 5. Mai 2022 Verkäufe: + 10.000         |
| 2022 | Letztes Mal A, P Bonez MC & RAF Camora                           | DE2 (12 Wo.)DE | AT2 (8 Wo.)AT | CH3 (7 Wo.)CH | Erstveröffentlichung: 15. Juli 2022                          |
| 2022 | Sommer A, P Bonez MC & RAF Camora                                | DE3 (10 Wo.)DE | AT2 (10 Wo.)AT | CH2 (7 Wo.)CH | Erstveröffentlichung: 4. August 2022                         |
| 2022 | Taxi A, P Bonez MC & RAF Camora feat. Gzuz                       | DE3 (9 Wo.)DE | AT3 (10 Wo.)AT | CH3 (6 Wo.)CH | Erstveröffentlichung: 2. September 2022                      |
| 2022 | Nie wieder sehen A, P Juju                                       | DE11 (3 Wo.)DE | AT39 (1 Wo.)AT | CH65 (1 Wo.)CH | Erstveröffentlichung: 17. November 2022                      |
| 2023 | All Night A, P RAF Camora feat. Luciano                          | DE1 Gold · (26 Wo.)DE | AT1 (32 Wo.)AT | CH1 (15 Wo.)CH | Erstveröffentlichung: 31. März 2023 Verkäufe: + 200.000      |
| 2023 | Anna A, P RAF Camora                                             | DE8 (5 Wo.)DE | AT1 (7 Wo.)AT | CH3 (4 Wo.)CH | Erstveröffentlichung: 5. Mai 2023                            |
| 2023 | Bei Nacht A, P RAF Camora feat. Cro                              | DE6 (6 Wo.)DE | AT1 (5 Wo.)AT | CH10 (3 Wo.)CH | Erstveröffentlichung: 19. Mai 2023                           |
| 2023 | Strada A, P RAF Camora feat. Ahmad Amin                          | DE3 (5 Wo.)DE | AT1 (11 Wo.)AT | CH7 (4 Wo.)CH | Erstveröffentlichung: 16. Juni 2023                          |
| 2023 | Tropicana A, P RAF Camora feat. HoodBlaq                         | DE9 (4 Wo.)DE | AT1 (8 Wo.)AT | CH10 (2 Wo.)CH | Erstveröffentlichung: 14. Juli 2023                          |
| 2023 | Vorbei P Montez, RAF Camora & Robin Schulz feat. Dario Rodriguez | DE22 (4 Wo.)DE | AT13 (4 Wo.)AT | CH43 (1 Wo.)CH | Erstveröffentlichung: 22. September 2023                     |
| Folgende Lieder erschienen nicht als Single, wurden aber durch das Album zum Download und Streaming bereitgestellt und konnten somit eine Platzierung erlangen: |                                                                  | | | |                                                              |
| |                                                                  | | | |                                                              |
| 2016 | Skandale A, P Bonez MC & RAF Camora feat. Gzuz                   | DE25 Gold · (6 Wo.)DE | — | CH48 (1 Wo.)CH | Charteinstieg: 23. Dezember 2016 Verkäufe: + 200.000         |
| 2016 | Safari A, P Maxwell feat. Bonez MC & RAF Camora                  | DE29 Platin · (16 Wo.)DE | — | — | Charteinstieg: 23. Dezember 2016 Verkäufe: + 400.000         |
| 2016 | Spielplatz A, P Maxwell feat. Bonez MC                           | DE51 Gold · (1 Wo.)DE | — | — | Charteinstieg: 23. Dezember 2016 Verkäufe: + 200.000         |
| 2016 | Großes Kaliber A, P Bonez MC & Gzuz feat. Kontra K               | DE40 (1 Wo.)DE | — | — | Charteinstieg: 23. Dezember 2016                             |
| 2017 | Gute Nacht A, P Kontra K                                         | DE97 (1 Wo.)DE | — | — | Charteinstieg: 5. Mai 2017                                   |
| 2017 | Teflon A, P RAF Camora                                           | DE95 (1 Wo.)DE | — | — | Charteinstieg: 1. September 2017                             |
| 2019 | Nese Don A, P Azet & Zuna feat. RAF Camora                       | DE45 (1 Wo.)DE | — | — | Charteinstieg: 15. März 2019                                 |
| 2019 | Schicker Schlitten A, P LX & Maxwell feat. Gzuz                  | DE94 (1 Wo.)DE | — | — | Charteinstieg: 5. Juli 2019                                  |
| 2019 | Unnormal A, P RAF Camora feat. Bonez MC                          | DE13 (11 Wo.)DE | AT5 (8 Wo.)AT | CH13 (5 Wo.)CH | Charteinstieg: 8. November 2019                              |
| 2019 | Grey Goose A, P Apache 207                                       | DE50 (3 Wo.)DE | — | — | Charteinstieg: 15. November 2019                             |
| 2020 | OK, OK A, P RAF Camora feat. KC Rebell                           | — | AT2 (7 Wo.)AT | CH32 (2 Wo.)CH | Charteinstieg: 19. Januar 2020                               |
| 2020 | Fefe 488 A, P RAF Camora feat. Lent                              | — | AT4 (2 Wo.)AT | CH36 (1 Wo.)CH | Charteinstieg: 19. Januar 2020                               |
| 2020 | Ihr Hobby A, P Bonez MC feat. Maxwell                            | DE3 (7 Wo.)DE | AT3 (5 Wo.)AT | CH8 (2 Wo.)CH | Charteinstieg: 18. September 2020                            |
| 2021 | Zukunft A, P RAF Camora                                          | DE4 Gold · (9 Wo.)DE | AT1 Platin · (8 Wo.)AT | CH5 (5 Wo.)CH | Charteinstieg: 23. Juli 2021 Verkäufe: + 230.000             |
| 2021 | Realität A, P RAF Camora                                         | — | AT8 (1 Wo.)AT | CH26 (1 Wo.)CH | Charteinstieg: 25. Juli 2021                                 |
| 2021 | Vergesse nie die Street A, P RAF Camora feat. Ahmad Amin         | DE78 Gold · (4 Wo.)DE | AT17 Gold · (17 Wo.)AT | CH97 (1 Wo.)CH | Charteinstieg: 1. August 2021 Verkäufe: + 215.000            |
| 2021 | DNA A, P RAF Camora                                              | DE34 (1 Wo.)DE | AT16 (1 Wo.)AT | CH53 (1 Wo.)CH | Charteinstieg: 8. Oktober 2021                               |
| 2022 | Alles black A, P Gzuz feat. RAF Camora & Luciano                 | DE8 (4 Wo.)DE | AT6 (4 Wo.)AT | CH16 (3 Wo.)CH | Charteinstieg: 21. Januar 2022                               |
| 2022 | Diamant A, P Bonez MC & RAF Camora                               | DE53 (2 Wo.)DE | AT6 (2 Wo.)AT | CH11 (3 Wo.)CH | Charteinstieg: 18. September 2022                            |
| 2023 | Wien A, P RAF Camora feat. Yung Hurn                             | — | AT1 (14 Wo.)AT | — | Charteinstieg: 4. Juli 2023                                  |

## Auszeichnungen für Musikverkäufe
Anmerkung: Auszeichnungen in Ländern aus den Charttabellen bzw. Chartboxen sind in ebendiesen zu finden.
| Land/RegionAuszeichnungen für Musikverkäufe (Land/Region, Auszeichnungen, Verkäufe, Quellen) | Gold       | Platin     | Verkäufe  | Quellen           |
| -------------------------------------------------------------------------------------------- | ---------- | ---------- | --------- | ----------------- |
| Deutschland (BVMI)                                                                           | 14× Gold14 | 3× Platin3 | 4.000.000 | musikindustrie.de |
| Österreich (IFPI)                                                                            | 7× Gold7   | 5× Platin5 | 255.000   | ifpi.at           |
| Schweiz (IFPI)                                                                               | Gold1      | —          | 10.000    | hitparade.ch      |
| Insgesamt                                                                                    | 22× Gold22 | 8× Platin8 |           |                   |